# Halldór Brynjólfsson
Halldór Brynjólfsson, född 15 april 1692 i Snæfellsnessýsla, död 28 oktober 1752, var en isländsk biskop.
Halldór, som var son till en ansedd bonde på Västlandet och sonson till en präst där, blev student vid Hólars skola, studerade i Köpenhamn, varefter han blev präst, först i Útskálar i Gullbringusýsla, senare i Staðastaður i Snæfellsnessýsla, där han tillika var prost. 
Efter att biskopsstolen i Hólar hade blivit ledig 1739, reste Halldór tillika med en medsökande till Köpenhamn för att nå detta ämbete. Vid detta tillfälle utarbetade han som ett kunskapsprov en översättning av Erik Pontoppidans katekes, som 1741 trycktes i Köpenhamn. Det följde dock inte någon omedelbar utnämning, och först efter att den senare biskopen Ludvig Harboe hade besökt Island och undersökt de kyrkliga förhållandena där, begav sig Halldór 1745 på nytt till Köpenhamn och vigdes nu till biskop i Hólar, vilket ämbete han tillträdde året därpå. Men redan 1752 tvingades han på grund av sjukdom att åter resa utomlands, utan att finna någon bot; han avled innan han nådde Köpenhamn och begravdes i Vor Frue Kirke där. Han utgav, förutom en räknebok och en översättning av en mindre uppbyggelsesskrift, en utgåva av den isländska psalmboken (Hólar 1751).